# Râul Opălnău
Râul Opălnău este un curs de apă, afluent al Râului Negru. 